# Mary Jane Clark
Pour les articles homonymes, voir Mary Clark, Clark et Behrends.
Mary Jane Clark, née Mary Jane Elizabeth Behrends en 1954, est un écrivain américaine contemporaine, auteur de romans policiers.

## Biographie
Mary Jane Clark est productrice au bureau new-yorkais de la chaîne d’information CBS News, où elle a commencé sa carrière en 1976 à l’issue d’études de journalisme et sciences politiques à l’Université de Rhode Island.
Parallèlement à sa carrière, elle écrit des romans à suspense ; tous sont de grands succès de librairie. Chacun de ses thrillers a pour héroïne une journaliste de la chaîne d’information Key News.
Mary Higgins Clark, son ex-belle-mère est l’une de ses plus ferventes admiratrices.
Mère de deux enfants, Mary Jane Clark vit à New York.
Mary Jane Clark est la belle-fille de Mary Higgins Clark.

## Œuvres
| Année | Titre original               | Titre en français              | Année |
| ----- | ---------------------------- | ------------------------------ | ----- |
| 1998  | Do You Want to Know a Secret | Puis-je vous dire un secret ?  | 1999  |
| 1999  | Do You Promise Not to Tell   | Vous promettez de ne rien dire | 2000  |
| 2000  | Let Me Whisper in Your Ear   | Vous ne devinerez jamais       | 2001  |
| 2001  | Close To You                 | Si près de vous                | 2005  |
| 2002  | Nobody Knows                 | Nul ne saura                   | 2005  |
| 2003  | Nowhere to Run               | Nulle part où aller            | 2006  |
| 2004  | Hide Yourself Away           | Cache-toi si tu peux !         | 2005  |
| 2005  | Dancing in the Dark          | Danse pour moi                 | 2008  |
| 2006  | Lights Out Tonight           | Morts en coulisses             | 2009  |
| 2007  | When Day Breaks              | Quand se lève le jour          | 2010  |
| 2008  | It only takes a Moment       | L'Été de toutes les peurs      | 2011  |
| 2010  | Dying for Mercy              | Vengeance par procuration      | 2015  |
| 2019  | Deadly marriage              | Mariage mortel                 | 2019  |

## Note et référence
1. ↑  Le livre a été également édité par le Club France-Loisirs sous le titre de Les Chaînes du secret